# Vítkov
Vítkov (niem. Wigstadtl) − miasto w Czechach, w kraju morawsko-śląskim. Według danych z 31 grudnia 2003 powierzchnia miasta wynosiła 5 503 ha, a liczba jego mieszkańców 6 254 osób.

## Miasta partnerskie
- Kalety, Polska

## Demografia
| Rok             | 1970  | 1980  | 1991  | 2001  | 2003  |
| --------------- | ----- | ----- | ----- | ----- | ----- |
| Liczba ludności | 5 663 | 6 483 | 6 376 | 6 337 | 6 202 |

Źródło: Czeski Urząd Statystyczny